# Розенкрейцеры

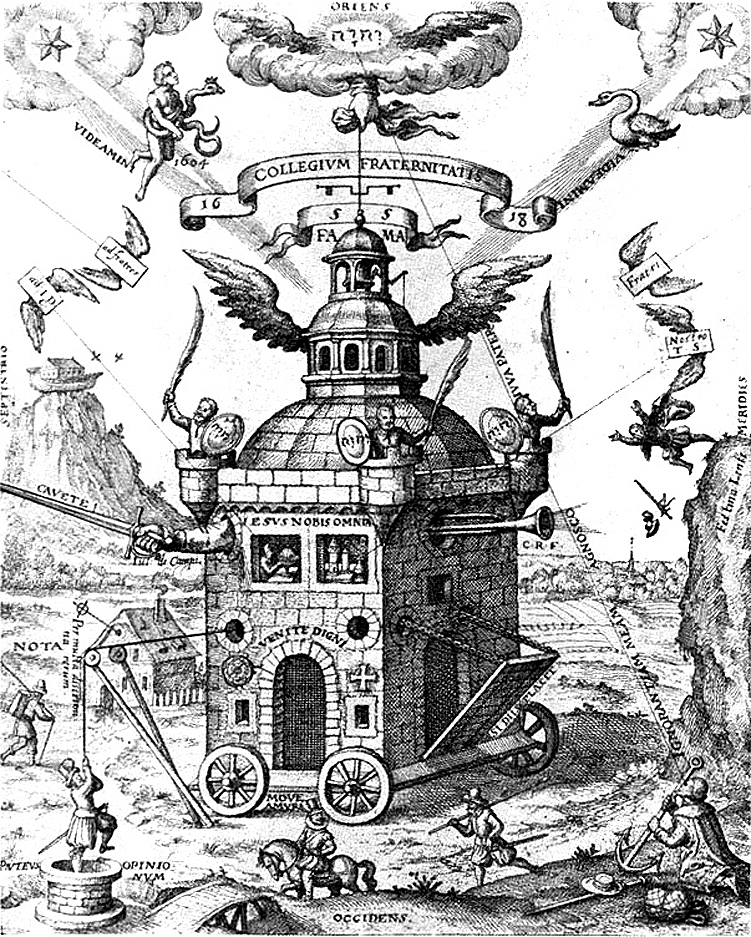
«Храм Братства розы и креста» на гравюре Даниэля Мёглинга (1618 год)

Розенкре́йцеры (Орден розы и креста) — теологическое и тайное мистическое общество, по легенде основанное в период позднего Средневековья в Германии неким Христианом Розенкрейцем. Ставит перед собой задачи совершенствования христианства и достижения прочного благоденствия государств и отдельных лиц.
Истоки розенкрейцерства могут быть прослежены к двум манифестам, получившим распространение в Германии в промежутке между 1607 и 1616 годами. Они носили названия «Fama Fraternitatis RC» (Слава Братства RC) и «Confessio Fraternitatis» (Вероисповедание братства RC). В 1616 г. к ним прибавился аллегорический трактат «Химическая свадьба Христиана Розенкрейца». Из этих текстов следовало, что в Европе издревле существует «наиболее чтимый орден» мистиков-философов-учёных, ставящих своей целью «всемирную реформацию человечества». Согласно розенкрейцерам, их учение построено «на древних эзотерических истинах», которые «скрыты от обыкновенного человека, обеспечивают понимание природы, физической вселенной и духовного царства», что отчасти символизируется эмблемой братства — розой, распускающейся на кресте.
В первые века своего существования розенкрейцерство было тесно связано с лютеранством и вообще с протестантизмом. Фрэнсис Йейтс видела в розенкрейцерах XVII века предшественников века Просвещения. Согласно историку Дэвиду Стивенсону, это культурное движение оказало существенное влияние на становление в Шотландии сходного мистического общества — масонства. В последующем многие тайные общества производили свою преемственность и обряды полностью или частично от немецких розенкрейцеров XVI—XVII веков (а через их посредство — от храмовников или даже рыцарей Круглого стола).

## Три манифеста
В тексте «Fama Fraternitatis» изложена легенда о немецком учёном и философе-мистике, именуемом «брат C.R.C.» (лишь в третьем манифесте его имя расшифровано как Христиан Розенкрейц). Утверждается, что «наш Отец Христиан» родился в 1378 году и прожил 106 лет. В первом манифесте говорилось, что Христиан первоначально воспитывался в монастыре, а затем отправился в паломничество в Святую землю. Однако путешествию в Иерусалим он предпочёл общение с мудрецами Дамаска, Феса и таинственного Дамкара. Вернувшись на родину вместе с тремя учениками он создал «братство розы и креста», главной целью которого было постижение божественной мудрости, раскрытие тайн природы и оказание помощи людям. Традиционно датой создания братства считается 1407 год.
Согласно легенде, во время жизни Христиана Розенкрейца «орден розы и креста» состоял не более чем из восьми членов, каждый из которых был доктор или бакалавр. Все они поклялись не взимать плату за лечение больных, сохранять братство в тайне и найти себе замену прежде, чем умрут. В 1484 году Розенкрейц умер, и только через 120 лет его могила с секретными книгами (согласно его предсказанию) была обнаружена его последователями.
На его мавзолее был выведен латинский девиз: «От Бога рождаемся. Во Христе умираем. Воскресаем в Духе Святом».
Считается, что первый манифест розенкрейцеров написан под влиянием работы философа-герметика Генриха Кунрата Гамбургского, автора «Amphitheatrum Sapientiae Aeternae» (1609), а на него, в свою очередь, повлиял англичанин Джон Ди, автор «Иероглифической монады» (1564), упоминаемой и в «Химической свадьбе Христиана Розенкрейца». Автор манифеста сравнивал тайное писание братства с трудами Парацельса.
Три манифеста розенкрейцеров, появившиеся в Германии начала XVII века, привлекли к себе живой интерес современников. Многие выдающиеся учёные и философы того времени пытались подтвердить реальное существование загадочного братства — и впоследствии некоторые из них (как, например, Михаэль Майер — лейб-медик и секретарь императора Рудольфа II) уверяли, что им это удалось. Гораздо чаще манифесты расценивали в качестве мистификации или аллегории (таково, например, было отношение к ним Фрэнсиса Бэкона), а реальное существование тайного общества отрицалось.
«Манифесты розенкрейцеров задумывались (по крайней мере, по словам их предполагаемых авторов) как интеллектуальная игра, более или менее шуточный литературный опыт в духе утопического жанра», — утверждает Умберто Эко. Авторство «Химической свадьбы» приписывал себе лютеранский богослов Иоганн Валентин Андреа (1586—1654), характеризовавший это сочинение как игралище праздного ума. В поздних работах он насмехается над алхимией и помещает её в один ряд с музыкой, искусством, театром и астрологией как дисциплинами самыми легковесными. Фрэнсис Йейтс оспаривает его авторство, и это мнение является наиболее распространённым.
Эмблема розы, распускающейся на кресте, использовалась более чем за 80 лет до публикации первого манифеста — в португальском монастыре ордена Христа (Конвенту-де-Кришту). Этот орден является правопреемником тамплиеров на территории Португалии.  В 1530 г. был издан второстепенный труд Парацельса «Prognosticatio Eximii Doctoris Paracelsi», где также присутствует образ двойного креста на распустившейся розе.

## Розенкрейцеры в XVII и XVIII вв

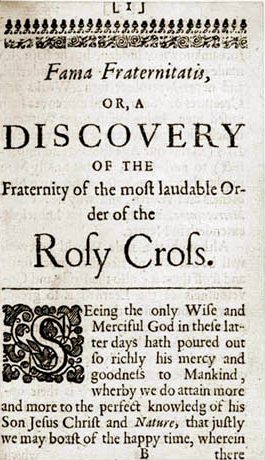
Английский перевод первого манифеста розенкрейцеров

В сочинениях розенкрейцерской тематики, появившихся в продолжение XVII века, в прямом и переносном смысле описываются девять стадий инволютивно-эволютивной трансмутации троичного тела человека, троичной души и троичного духа, что составляет традиционное для многих тайных учений понятие «посвятительного пути».
Манифесты начала XVII в. привлекли к себе внимание во многих уголках Европы. Идея существования тайного братства алхимиков и мудрецов, которые стремились совершенствовать искусства, науки, религию и умственную жизнь своих государств, казалась тогда новой и востребованной, ведь континент разоряли политические и религиозные раздоры. Манифесты неоднократно переиздавались, что стимулировало появление новых текстов, авторы которых стремились подтвердить или опровергнуть существование тайного братства.  Пик интереса к тайному обществу был достигнут в 1622 году, когда на стенах зданий на центральной площади Парижа в течение нескольких дней последовательно появились две афиши. Первая гласила: «Мы, Представители Высшей коллегии розы-креста, действительно находимся, явно, и незримо, в этом городе(…)», а вторая афиша заканчивалась словами: «Мысли вместе с истинным желанием ищущего, приведут нас к нему, и его к нам». 
Для понимания реакции на манифесты розенкрейцеров наиболее важны сочинения Михаэля Майера (1568—1622) из Германии; Роберта Фладда (1574—1637) и Элиаса Эшмола (1617—1692) из Англии. Среди прочих, о розенкрейцерстве рассуждали Даниэль Мёглинг, Готтхард Артузиус, Юлиус Спербер, Адриан фон Минсихт, Габриэль Ноде, Томас Вон. Так, Эшмол был убеждён в реальном существовании тайного общества Розы и Креста. Другой видный апологет розенкрейцерства — Михаэль Майер. Он настаивал, что братья R.C. существуют для того, чтобы развивать священные искусства и науки, включая алхимию. Впрочем, сам Майер никогда не заявлял о собственных попытках получить драгоценные металлы (так же, как Генрих Кунрат и другие предполагаемые розенкрейцеры): в текстах розенкрейцерского круга акцент делается на алхимию духовную как своего рода символ преобразования (превращения) человеческой души.
С полной уверенностью говорить о существовании розенкрейцерских организаций можно лишь с начала XVIII века. В 1710 году силезский пастор Зигмунд Рихтер под псевдонимом Sincerus Renatus («искренне обращенный») опубликовал трактат, озаглавленный «Теоретико — практическая теософия. Истинное и полное приготовление философского камня братства от Ордена злато-розового креста». В сочинении, состоящем из 52 статей, Рихтер представлялся членом этого братства и сообщал, что оно состоит из обособленных отделений, в каждое из которых входит 31 адепт. Братством управляет «император», в него принимаются лишь масоны в степени мастера. Две другие вехи в развитии розенкрейцерской доктрины XVIII века — «Opus magocabalisticum et theosophicum» Георга фон Веллинга (1719, рассмотрение алхимии и учения Парацельса) и «Aureum Vellus oder Goldenes Vliess» (1749, опубликовано под псевдонимом Герман Фиктульд).
Писателей XVII века, благожелательно настроенных к розенкрейцерам, озадачивало отсутствие каких-либо реальных подтверждений существования тайного общества в современной им Европе. Автор памфлета «Pia et Utilissima Admonitio de Fratribus Rosae Crucis» (1618) объяснял это тем, что розенкрейцеры отбыли на Восток из-за потрясений, связанных с началом Тридцатилетней войны. Упомянутый выше Зигмунд Рихтер также повторяет эту легенду, равно как и исследователь оккультизма Рене Генон. Вместе с тем Артур Эдвард Уэйт (видный историк масонства и мартинист) относился к легендам о связи розенкрейцеров с Востоком крайне скептически. На почве спекуляций насчет преемственности в XIX—XX вв. образовалось много нео-розенкрейцерских обществ. Они претендуют на продолжение оккультной традиции, идущей якобы от «Коллегии незримых» или на преемственность от «Неведомых высших» (Supèrieur Inconnu), «тайных вождей» и т. п.

### Орден золотого и розового креста
Силезский пиетист и алхимик Зигмунд Рихтер в 1710 году, во Вроцлаве, под псевдонимом Sincerus Renatus («Искренне обращенный»), издал труд «Истинное и полное приготовление философского камня братьев из Ордена золотого и розового креста» («Die wahrhaffte und vollkommene Bereitung des Philosophischen Steins der Brüderschaft aus dem Orden des Gülden-und Rosen-Creutzes»). Из этого сочинения следует, что Рихтер основал в Праге начала XVIII века первую документально подтверждённую розенкрейцерскую организацию — Орден золотого и розового креста как иерархическое тайное общество, имеющее внутренний круг, опознавательные знаки и секретные алхимические исследования, материалы по которым выдавались только тем, кто достиг высоких степеней, то есть попал в тот самый внутренний круг. Впрочем, кроме упомянутого сочинения Рихтера, иных подтверждений деятельности этой организации не обнаружено — то ли по причине её глубокой законспирированности, то ли ввиду малого числа посвящённых. 

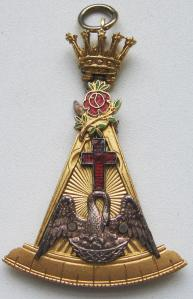
Подвеска 18° ДПШУ — Рыцарь розенкрейцер

В трактате Aureum vellus (1749) немецкий мистик Герман Фиктульд пытался вписать розенкрейцерство в контекст других герметических учений и произвести «орден креста и розы» от ордена Золотого руна, учреждённого в Бургундии XV века. Автор трактата пользовался значительным влиянием в Зульцбахе и Марбурге (тогдашних центрах немецкого масонства) и состоял в переписке с богословом Этингером. Он утверждал, что именно розенкрейцеры создали масонство и только им ведом истинный смысл масонской символики.
Под влиянием сочинений Фиктульда в континентальной Европе стала происходить интеграция розенкрейцерских обществ с масонскими. Немецкий историк Арнольд Маркс пишет: «Скорее всего, Фиктульд вступил в общение с братством [Рихтера], которое до того времени существовало в полной тайне, приблизительно в 1747 году — и впервые придал ему структурную организованность, если не создал вообще новое братство под старым именем». По расчётам Маркса, обновлённое (или заново основанное) Общество золотого и розового креста возникло в 1756 или 1757 году.
Наиболее ранний документ, свидетельствующий об интеграции розенкрейцеров с масонами, датирован 1761 годом. Его обнаружил в конце XIX века историк масонства Людвиг Абафи, работая в архиве венгерских графов Фештетич. В этой записке некий член «пражского сообщества» излагает обряды ордена розенкрейцеров и перечисляет его «отцов», которые живут в Праге, Регенсбурге и Франкфурте; многие из них одновременно являлись членами масонских лож. Приводимый им устав общества практически дословно совпадает с уставом общества неведомых философов (рhilosophes inconnus), который был опубликован бароном де Чуди в 1766 г., и, вероятно, имеет французское происхождение.
После усовершенствования иерархии ордена розенкрейцеры объявляются в Силезии и со временем проникают в Берлин, Венгрию, Польшу и Россию. В 1767 и 1777 гг. были предприняты первые известные попытки преобразования ордена розенкрейцеров. Наиболее заметным апологетом обновлённого розенкрейцерства был марбургский профессор медицины Фридрих Шрёдер (1733—1778). По характеристике В. Н. Перцева, наивысший расцвет учения пришёлся на правление в Пруссии мистически настроенного короля Фридриха Вильгельма II: розенкрейцерство «умерло вместе с ним, и только жалкие остатки его всё ещё продолжали кое-где существовать».
В конце XVIII века члены Ордена золотого и розового креста утверждали, что розенкрейцерство основано последователями египетского мудреца Ормуза (Ormusse) и «Licht-Weise», которые эмигрировали в Шотландию под именем «Строители с Востока». После этого изначальный орден якобы исчез, пока не был восстановлен Оливером Кромвелем как франкмасонство. Общество золотого и розового креста разработало и современную символику розенкрейцерства, изложенную в трактате Geheime Figuren der Rosenkreuzer (Альтона, 1785 г.).

## Степень розенкрейцера в масонстве
«Рыцарь розы и креста» — 18° в Древнем и принятом шотландском уставе. Первые упоминания об этом градусе относятся к 1765 году. Градус вошёл в ритуальную практику и получил широкое распространение после 1780 года.
После 1782 года масонство добавило в свою ритуальную практику египетские, греческие и друидические мистерии. Маркони де Негре со своим отцом Габриелем Маркони в 1839 году учредил масонский устав Мемфиса, отталкиваясь от более ранних алхимических и герметических изысканий розенкрейцерского учёного барона де Вестерода. Таким образом, степень Рыцаря розы и креста появилась и в египетском масонстве. Данная степень также как и в ДПШУ практикуется, либо в 18°, либо в 17°.
Степень Рыцаря розы и креста встречается в дополнительных орденах Французского устава. Так, посвящение в неё проходит в 4 ордене этого устава.

## Избранные коэны и мартинизм
С 1754 года и до самой своей смерти в 1774 году Жак де Льерон Йоахим де ла Тур де ла Казе Дом Мартинес де Паскуалис — потомственный масон, унаследовавший от отца патент, якобы тому выданный Карлом Стюартом и наделявший его правом «возводить храмы во славу Великого Архитектора», неустанно работал над учреждением и продвижением своего Ордена Рыцарей-масонов избранных коэнов Вселенной.
Свою доктрину Мартинес де Паскуалли предназначал для оккультной элиты, в которую вошли масоны из числа его современников. Именно они и стали членами Ордена Избранных коэнов. Этот орден в кратчайшие сроки приобрёл прекрасную репутацию в кругах французских масонов, однако теургические практики предназначались только достигшим высших степеней ордена. До 1761 года Избранные Коэны располагались в Монпелье, Париже, Лионе, Бордо, Марселе и Авиньоне. В 1761 году Мартинес де Паскуалли возвёл особенный храм в Авиньоне, где жил до 1766 года. В то время Орден Избранных коэнов действовал как надстройка высших степеней для некоторых масонских лож:
Первый класс содержал три обычных степени символического масонства и дополнительную степень Великого избранного, или Исключительного мастера.
Второй класс содержал так называемые степени порога: ученик коэн, подмастерье коэн, мастер коэн. Они были типично масонскими, но содержали намёки на лежащее в основе тайное учение.
Третий класс содержал степени храма: Великий мастер избранных коэнов, рыцарь и командор востока. В катехизисе в масонской форме излагалось общее учение Мартинеса де Паскуалли. Это учение разъяснено в единственной книге Дома Мартинеса «О реинтеграции существ», которая являет собой комментарий на Пятикнижие Моисея. Очищающий пост, вроде того, что предписывался левитам в Ветхом Завете, и ритуалы экзорцизма использовались против индивидуального и коллективного зла.
Секретная степень ордена содержала степень Reaux-Croix, которую не следует путать со степенью розенкрейцера, термином, своеобразно понимаемом в масонских и розенкрейцерских кругах. На этой степени инициат входит в контакт с духовными планами, лежащими вне физического, посредством магической инвокации, или теургии. Он вносит Небесные силы в свою ауру и ауру земли. Визуальные и аудиальные проявления, называемые «знаками», дают возможность обладающему степенью Réau-Croix оценить уровень собственной эволюции и эволюции других «операторов», и тем самым определить, могут ли он или они обрести свои изначальные силы и быть реинтегрированны. Великая цель ордена — обретение дарующего блаженство видения Искупителя, Иисуса Христа, в ответ на магические инвокации.
Степень Reaux-Croix — это высшее посвящение в системе мартинизме, также этот градус посвящения именуется степенью рыцаря золотого и розового креста, что даёт вполне очевидную отсылку к розенкрейцерским германским братствам.
В 1768 году Жан-Батист Виллермоз инициирован в эту степень Бэконом де Шивалери. Луи Клод де Сен-Мартен начал восхождение по степеням в 1765 году и быстро достиг степени командора востока. С 1769 по 1770 годы группы коэнов во Франции быстро разрастались. В 1772 году в степень Reaux-Croix посвящён и Сен-Мартен. Гренвиль, один из наиболее преданных помощников Паскуалли, также достиг степени Reaux-Croix.
Впоследствии, Жан-Батист Виллермоз при учреждении C.B.C.S. создал градус розы-креста для Шотландского устава, откуда он уже распространился и в другие юрисдикции.
В 1888 Станислас де Гуайта, в союзе с Жераром Анкоссом (Папюсом) и Жозефом Пеладаном на основании преемственности от Сен-Мартена, основал Каббалистический Орден Розы+Креста. Розенкрейцерский орден Станисласа де Гуайты проводил занятия по Каббале, Эзотерической форме еврейского мистицизма, целью которых является выявить сокрытую мистическую способность проникать в суть еврейской Библии и божественной природы. Также орден проводил экзамены и присуждал университетские градусы в отношении занятий Каббалой. Де Гуайта обладал обширной личной библиотекой, наполненной книгами, посвящёнными метафизическим проблемам, магии и «тайным наукам». Современники называли его «Принцем Розенкрейцерства», так как он уделял большое внимание изучению розенкрейцерства.
В то же самое время, в 1891 году Папюс создал «l’Ordre des Superieurs Inconnus», который приобрёл известность как Орден Мартинистов. Он основан на находящемся в то время в упадке уставе: Elus-Cohens или Избранных Коэнов Мартинеса де Паскуалиса и на преемственности по линии мартинизма от Луи Клода де Сен-Мартена. В Ордене мартинистов три степени посвящения. Папюс утверждал, что ему достались оригиналы произведений Паскуалли, а линию преемственности от Сен-Мартена он получил от своего друга — Генри Висконта Делаага. Сам Делааг утверждал, что его дед по матери введён в орден непосредственно Сен-Мартеном, в 1887 году он даже попытался восстановить орден самостоятельно. Выдержав испытание временем, орден и сегодня продолжает его дело.
В 1909 году во Флоренции основан Итальянский философский устав. Среди его иерархии есть степень «Итальянский Роза+Крест», в большинстве своём основанная на эзотерическом наследии Итальянского Возрождения, которая вскоре развита как пятая. Этим уставом сейчас руководит Микеле Морамарко, который широко касался вопроса розенкрейцерства в своём труде «Nuova Enciclopedia Massonica» (1989—1995).

## Современные общества
Разнообразные группы, связывавшие себя с «розенкейцерской традицией», можно разделить на три категории: эзотерическо-христианские розенкрейцерские общества, исповедующие Христа; масонские розенкрейцерские общества, такие как Societas Rosicruciana; инициатические общества, такие как Золотая Заря и Ancient Mystical Order Rosae Crucis.
Эзотерические христианские розенкрейцерские общества содержат эзотерические знания, относящееся ко внутреннему учению христианства.
В 1909 году Макс Гендель, порвав с доктором Штейнером, создаёт «Братство розенкрейцеров» со штаб-квартирой в калифорнийском Ошенсайде. В этом же году издаёт свой главный труд «Космоконцепция розенкрейцеров», претендующий на изложение универсальной схемы эволюционных процессов человека и Вселенной.
Другие христианско-розенкрейцерски ориентированные общества включают: Антропософское общество (1912), Lectorium Rosicrucianum (1924), Археософское общество (1968).
Франкмасонские розенкрейцерские образования, обеспечивающие подготовку посредством прямого обучения и/или через практику символически-инициатического путешествия:
- Societas Rosicruciana in Anglia (1866), in Scotia (SRIS; Шотландия), in Civitatibus Foederatis (MSRICF/SRICF; США) etc. Это масонское эзотерическое общество переиздало розенкрейцерские манифесты в 1923 году. Широко известным членом является Артур Эдвард Уэйт.

Инициатические общества, которые следуют системе степеней в обучении и содержат инициации:
- The Rosicrucian Order, AMORC, основанный в США в 1915 году;
- Rosicrucian Order of the Golden Dawn (2008), Орден, базирующийся в Калифорнии.

Многие из современных розенкрейцерских обществ разделяют учение о пентаграмматоне и заявляют о прямой линии передачи тайного здания от «ранних ветвей древнего Розенкрейцерского ордена» в Англии, Франции, Египте и других странах. Отдельные группы предпочитают вести речь об одной только духовной аффилиации с истинным и невидимым Розенкрейцерским орденом.
- Братство Розы-Креста, Fraternitas Rosae Crucis (1861);
- Розенкрейцерское Общество Англии, Societas Rosicruciana in Anglia (SRIA) (1860—1865)[29];
- Розенкрейцерское общество Соединённых Штатов, Societas Rosicruciana in Civitatibus Foederatis (SRICF) (1879)[29];
- Каббалистический Орден Розы-Креста, Cabalistic Order of the Rosicrucian (Kabbalistique de la Rose Croix) (1888);
- Builders of the Adytum — «Строители Святая Святых» — последователи учения Золотой Зари, с прямой преемственностью от Мазерса. Их Храм существовал в США, был лоялен к Мазерсу и Парижскому Храму Золотой Зари «Ахатхор» (1888);
- Герметический Орден Золотой Зари, Hermetic Order of the Golden Dawn (1888);
- Розенкрейцерское Общество Америки, Societas Rosicruciana in America (SRIA) (1889);
- Орден Розы Креста, Rose Cross Order (1889);
- Орден Храма и Грааля и Католический Орден Розы-Креста («католический» в значении «вселенский»), Order of the Temple & the Graal and of the Catholic Order of the Rose-Croix (l’Ordre de la Rose Croix Catholique et Esthetique, du Temple et du Graal) (CRC) (1890);
- Алхимическое общество Розы-Креста (Алхимическая ассоциация Франции), Alchemical Rose-Croix Society (Association Alchimique de France) (1896);
- Роза-Крест Востока, Rose-Croix de l’Orient (Rose-Cross of the East) (RCO) ?;
- Орден Золотого и Розового Креста (Древний Тайный Орден Красной Розы и Золотого Креста), Ordo Aureæ & Rosæ Crucis (Antique Arcanæ Ordinis Rosæ Rubeæ et Aureæ Crucis)(OARC) ?;
- Розенкрейцерское Братство (Ассоциация Христианских Мистиков), Rosicrucian Fellowship (Association of Christian Mystics) (1909)[30];
- Орден Храма Розы-Креста, Order of the Temple of the Rosy Cross (1912)[29];
- Братство Розы-Креста, Fraternitas Rosæ Crucis (FRC) (1920);
- Rosicrucian Order Crotona Fellowship (1924);
- Fraternitas Rosicruciana Antiqua (FRA) (1927);
- The Saint Paul Rosicrucian Fellowship (Fraternidade Rosacruciana São Paulo) (1929);
- Orden Rosacruz — Rose Cross Order (1988);
- Swedish Misraim Alliance (Svenska Misraimförbundet) (1988);
- Ancient Order of the Rosicrucians (1989);
- ConFraternity Rosae + Crucis (CR+C) (1989);
- Confraternity of the Rose Cross (1996);
- The Sophia Guild (2000);
- Order of the Hermetic Gold and Rose+Cross (2002);
- Sodalitas Rosae Crucis (S.R.C.) et Solis Alati (S.S.A.) (2002—2003);
- Knights of the Militia Crucifera Evangelica;
- Ancient Rosae Crucis (ARC), ?;

Существуют и другие розенкрейцерские общества, не перечисленные здесь. Некоторые не используют слова «розенкрейцерский» в собственном названии. Некоторые перечисленные группы могут быть распущенными или не действующими.

## Розенкрейцеры в России

Розенкрейцерская группа — И. Ф. Смолин, Б. Л. Плетнер, Б. М. Зубакин, П. А. Аренский, С. М. Эйзенштейн (БССР, Минск, 1920)

Число розенкрейцеров среди российских франкмасонов XVIII—XIX вв. было весьма невелико. Первым розенкрейцером в России был Иван Шварц (1751—1784), выходец из Трансильвании. В 1781 году в Берлине он был принят в Орден золотого и розового креста, а в октябре того же года получил грамоту на право считаться его единственным полномочным представителем «во всём Императорско-российском государстве и его землях».
После смерти Шварца первенство во внутренних ступенях ордена перешло к московской группе Николая Новикова. Новиков утверждал, будто первым открыл ему, что «истинное масонство есть таинство розенкрейцеров», мистически настроенный фельдмаршал Николай Репнин, предупредив, впрочем, что «истинных розенкрейцеров… весьма трудно найти, а вступление в их общество ещё труднее».
В конце 1906 года доктор Рудольф Штейнер прочёл в Париже ряд лекций о Христиане Розенкрейце; одна из них была тогда же переведена на русский язык его ученицей Анной Минцловой. Прибыв в Россию в качестве эмиссара ордена, Минцлова обещала приобщить к братству розы и креста ведущих русских символистов — Вячеслава Иванова в Петербурге (идентифицировался с Розой) и Андрея Белого в Москве (идентифицировался с Крестом). Она рисовала им головокружительные перспективы создания «нового ордена» на развалинах старого:

«Вооружение Рыцарей формировало рыцарский круг: Круглый Стол, в котором появился Грааль; сначала хранимый рыцарями Грааля, затем Рыцарями Тамплиерами, а в конечном счёте — розенкрейцерами. <…> Старшее поколение (Кунрат, ван Хельмонт и другие) вполне развито; линия ушла, как говорится, под землю; и это было Восточное Братство, которое на самом деле и посвятило Новикова. <…> Я вызван на помощь; вместе с Минцловой мы трое составим настоящий треугольник для строительства храма рыцарей; вокруг этих „двух“ соберутся кружки; Минцлова будет осуществлять связь с Братством Посвящённых».— Андрей Белый
Минцлова передала своим последователям в России и трёхчастный девиз розенкрейцеров: «Ex Deo Nascimur (E.D.N.) In Christo mortimur (I.C.M.) In Spiritu Sancto Renascimur (I.S.S.R.)». Письма другим адептам тайного учения Иванов подписывал I.C.M., а Белый — I.S.S.R. Свою повесть «Котик Летаев» (1915-16) Белый закончил словами: «Во Христе умираем, чтоб в Духе воскреснуть». В этот период мотив розы и креста стал одним из определяющих в поэзии Иванова, а Александр Блок, увлёкшись мистическими учениями, создал в 1912 году своё любимейшее детище — пьесу «Роза и крест».
Первый в России нового времени кружок последователей розенкрейцерского учения организовал в Озерках под Петербургом в 1907 г. аптекарский служащий Александр Кордиг. Теория заговора причисляет розенкрейцеров к числу движущих сил российской революции 1917 года. Прежде своего исчезнования в 1910 году Минцлова рассказывала, что «будто бы имела беседу с одним из великих князей и что будто бы этот последний поставил вопрос, как нам быть с нашей родиной и что делать с царём Николаем Вторым».
В 1905 году Эллис и Николай Киселёв запланировали написать первую на русском языке историю розенкрейцерства. Этот замысел был исполнен годы спустя Киселёвым, но лишь отчасти — в виде труда «Из истории русского розенкрейцерства».
Благодаря уцелевшим орденским документам и текстам известно духовное братство квази-розенкрейцеров «Lux Astralis», основанное поэтом Борисом Зубакиным и существовавшее с 1912 по 1937 гг. С 1916 по 1933 гг. существовал орден «Московских розенкрейцеров-манихеистов» (орионийцев), члены которого разработали церемониальную магию.
Под руководством Вадима Чеховского и Евгения Тегера в общем кругу мистических, религиозных и оккультных движений, организаций и групп, действовавших в России в 1920-х годах, с 1925 по 1928 гг. существовал Розенкрейцерский орден «Эмиш редевивус», ставивший перед собой задачу опытным путём овладеть оккультными силами природы, на практике возродив утраченную за века полноту древнего посвящения и «проводивший постановку лабораторных опытов по передаче мысли на расстоянии, экстериоризации, культивированию элементалей, оперативной магии».
Одним из последних розенкрейцеров в России был Дмитрий Недович, о встрече с ним в Бутырской тюрьме пишет Лев Копелев в книге «Хранить вечно».